# Pontis - Prácticas de Traducción
Pontis - Prácticas de Traducción es una revista en línea uruguaya especializada en traducción literaria.

## Generalidades
Fundada en 2016 por un grupo de uruguayos traductores de portugués, fue seleccionada en la categoría Revistas Especializadas en Cultura de los Fondos Concursables del Ministerio de Educación y Cultura de Uruguay. Cuenta con la colaboración de traductores de la Universidad Federal de Rio Grande del Sur y de la Universidad de Brasilia.
Concebida como una revista bilingüe castellano-portugués se dedica a difundir la obra traducida de autores uruguayos y brasileños:
- Júlia Lopes de Almeida[3]
- Elaine Mendina[3]
- Rafael Bán Jacobsen[3][6]
- Hugo Burel
- Antônio de Alcântara Machado[3]
- Apegé[3]
- Jeferson Tenório[7]
- Jorge Chagas
- Afonso Cruz[8][9]
- Juan José Morosoli[10]

El equipo de la revista también participa en debates y eventos culturales. En algunos de ellos han estado presentes los autores, como Tenório o Cruz.